# فيليبو سيجاربي
فيليبو سيجاربي (بالإيطالية: Filippo Sgarbi) هو لاعب كرة قدم إيطالي في مركز الدفاع، ولد في 29 ديسمبر 1997 في فريزة في إيطاليا. لعب مع إنتر ميلان ونادي بيروجيا.

## وصلات خارجية
- فيليبو سيجاربي على موقع قاعدة بيانات كرة القدم.إي يو (الإنجليزية)
- فيليبو سيجاربي على موقع Soccerway.com (الإنجليزية)